# Gabriel-Marie Garrone
Gabriel-Marie Garrone, (ur. 12 października 1901 w Aix-les-Bains, zm. 15 stycznia 1994 w Rzymie) – francuski duchowny katolicki, kardynał, prefekt Kongregacji ds. Edukacji Katolickiej, przewodniczący Papieskiej Rady ds. Kultury.

## Życiorys
Ukończył rzymskie Papieskie Seminarium Francuskie i Uniwersytet Gregorianum. 11 kwietnia 1925 roku przyjął święcenia kapłańskie. W latach 1925–1926 wykładał w niższym seminarium duchownym w Chambéry, następnie do 1939 roku w seminarium wyższym. Jako oficer armii francuskiej trafił w 1939 roku do niewoli, z której powrócił w 1945 roku. Do 1947 roku był rektorem seminarium w Chambéry. Sakrę biskupią otrzymał 24 czerwca 1947 roku, będąc od 24 kwietnia koadiutorem arcybiskupa Tuluzy. Stolicę metropolitalną w Tuluzie objął 5 listopada 1956 roku. Uczestnik Soboru Watykańskiego II. Po jego zakończeniu przeszedł do pracy w Kurii Rzymskiej, obejmując 28 stycznia 1966 roku stanowisko proprefekta Kongregacji Seminariów i Uniwersytetów. 26 czerwca 1967 roku Paweł VI wyniósł go do godności kardynalskiej z tytułem prezbitera S. Sabinae. 17 stycznia 1968 roku został prefektem Kongregacji Edukacji Katolickiej i wielkim kanclerzem Gregorianum. Uczestnik obydwu konklawe w 1978 roku. Zrezygnował ze stanowiska prefekta 15 stycznia 1980 roku. Jan Paweł II powołał go 20 maja 1982 roku na przewodniczącego Papieskiej Rady Kultury. Stanowisko to pełnił do 19 kwietnia 1988 roku. Zmarł w Rzymie i pochowano go na rzymskim cmentarzu Campo Verano.